# 소백산맥 (캐나다)
소백산맥(Sawback Range)은 캐나다 로키산맥의 지맥이다. 앨버타 주의 보우 계곡에서 남동쪽으로 밴프 국립공원까지 뻗어있다. 최고봉은 보닛봉(해발 3,235)이다.